# Бемус
Београдске музичке свечаности (верз. скр. БЕМУС, верб. скр. Бемус) међународни је фестивал класичне музике који се одржава сваке године првом половином октобра у Београду. Основане су 1969. године.
Током протеклих неколико деценија на београдском концертном подијуму представили су се неки од најзначајнијих музичких уметника света: филхармонијски оркестри из Беча, Лос Анђелеса, Берлина, Петрограда и Минхена, Academy of St Martin in-the-fields, Cremerata Baltica и Гидон Кремер, Il Giardino Armonico, Кронос квартет, Херберт фон Карајан и Зубин Мехта, Мстислав Ростропович и Миша Мајски, Свјатослав Рихтер и Марта Аргерич, Јехуди Мењухин и Максим Венгеров.

## Спољашње  везе
- Званична презентација